# طائفة قرمونة
طائفة قرمونة هي إحدى ممالك الطوائف التي أسسها بنو برزال في جنوب الأندلس بعد تفكك الدولة الأموية في الأندلس إثر اندلاع فتنة الأندلس.

## تاريخها
ينتمي بنو برزال إلى زناتة، التي كانت موالية للدولة الأموية في الأندلس ضد عدوهما الدولة الفاطمية ومن شايعها من قبائل صنهاجة. وقد دارت بين زناتة وصنهاجة حروب في عهد الحكم المستنصر بالله لوقف المد الفاطمي نحو المغرب، وانتهت تلك الحروب بهزيمة صنهاجة ومقتل كبيرها زيري بن مناد عام 360 هـ، ثم عادت صنهاجة وجمعت قواها وسيطرت على المغرب الأوسط، فاستأذن بنو برزال الخليفة الحكم المستنصر بالله، للعبور والخدمة في جيوش الأندلس خشية مواجهة صنهاجة. وبعد أن وقعت الفتنة في الأندلس، شارك بنو برزال مع قبائل البربر إلى جانب سليمان المستعين بالله المطالب بعرش الخلافة، حتى تمكن من العرش، فأقطعهم سليمان عام 403 هـ أجزاءً من كورة جيان. وليؤسس عبد الله بن إسحاق البرزالي طائفة قرمونة. توفي عبد الله عام 414 هـ، وخلفه ابنه محمد.
توسّعت دولة محمد بن عبد الله بعد أن بايعته إستجة وأشونة والمُدوّر. وفي عام 421 هـ، تحالف محمد مع أبو القاسم بن عباد حاكم إشبيلية ليستقوي به على جيرانه بني حمود حكام مالقة. ثم شارك مع ابن عباد في حملته للاستيلاء على باجة، وانتزعوها من بني الأفطس حكام بطليوس. وفي عام 426 هـ، سار يحيى المعتلي بالله صاحب مالقة إلى قرمونة، واستولى عليها، فلجأ البرزالي إلى ابن عباد الذي أنجده في المحرم 427 هـ بقوات مع ابنه إسماعيل، قاتلت المعتلي بالله في معركة قتل فيها يحيى، ليستعيد البرزالي عرش قرمونة. وفي عام 430 هـ، هاجم ابن عباد إستجة، وانتزعها من البرزالي، ثم استولى على قرمونة نفسها، فاستغاث البرزالي بزعماء البربر، فتحرك باديس بن حبوس صاحب غرناطة وإدريس المتأيد بالله صاحب مالقة لقتال ابن عباد، وانتصروا عليه في المحرم 431 هـ في معركة قُتل فيها إسماعيل بن عباد، ليستردّ البرزالي قرمونة. ثم قُتِلَ محمد البرزالي في عام 434 هـ، على إثر كمينٍ نصبه له المعتضد بن عباد حاكم إشبيلية، وخلفه في حكم قرمونة ابنه إسحاق.
وفي عام 439 هـ، دخل إسحاق بن محمد في تحالف مع محمد بن نوح الدمري صاحب مورور وعبدون بن خزرون صاحب أركش وباديس بن حبوس صاحب غرناطة، لمساندة مطالبة محمد بن القاسم المهدي بالله بعرش مالقة، وشاركوا معه في هجومه على حاكمها محمد بن إدريس المهدي بالله، لكنهم فشلوا في خلعه. وفي عام 442 هـ، أرسل إسحاق قوات بقيادة ابنه العز لمساندة حليفه المظفر بن الأفطس في قتاله مع المعتضد بن عباد، إلا أن ابن الأفطس تلقي هزيمة قُتل فيها العز بن إسحاق بن محمد، فجزع إسحاق لمقتل ابنه، وتنازل لأخيه العزيز المستظهر بالله.
تعرض العزيز لهجمات متواصلة من المعتضد على أراضيه، وظل القتال بينهما لأعوام، حتى يأس العزيز، وراسل المأمون بن ذي النون صاحب طليطلة عام 459 هـ يعرض عليه تسليمه قرمونة على أن يمنحه المأمون جزء من أراضيه محلها، فقبل المأمون العرض، وانتقل عزيز بأهله إلى حصن المدور الذي منحه المأمون إياه، وعاش فيه حتى وفاته.